# Politehnica Iași
Politehnica Iași war ein rumänischer Fußballverein aus Iași.

## Geschichte
Politehnica Iași wurde am 27. April 1945 von Studenten der Technischen Universität als Sportul Studențesc Iași gegründet und am 31. Mai in Asociația Sportivă Politehnica Iași (ASP Iași; deutsch Sportverein der Technischen Universität) umbenannt. Die Mannschaft startete zunächst in der zweitklassigen Divizia B. 1948 wurde der Name erneut geändert – diesmal in Clubul Sportiv Universitar Iași (CSU Iași; deutsch Universitäts-Sportclub). Im Jahr 1949 schloss sich CSU mit dem Arbeiter-Sportverein zusammen. Ein Jahr später wurde der Vereinsname daraufhin in Știința Iași (deutsch Wissenschaft) geändert. Der Verein spielte in dieser Zeit weiterhin in der Spitzengruppe der Divizia B, der Aufstieg gelang jedoch nicht. Am 1. August 1958 schloss sich Știința mit den Eisenbahner-Sportverein CFR Iași zu Clubul Sportiv Muncitoresc Studențesc Iași (CSMS Iași; deutsch Studentischer Arbeiter-Sportverein) zusammen, ein Teil der Spieler schloss sich dem neu gegründeten Verein Unirea Iași an.
Im Jahr 1960 gelang CSMS erstmals der Sprung in die höchste rumänische Fußballliga, die Divizia A, stieg aber 1961 bereits wieder ab. Nach dem sofortigen Wiederaufstieg gelang es CSMS, sich über mehrere Jahre in der Divizia A zu halten. In der Saison 1965/66 belegte die Mannschaft gar den 6. Platz, stieg aber ein Jahr später wieder ab. Am 10. Oktober 1967 änderte der Verein seinen Namen in Politehnica Iași. Nach dem Aufstieg 1968 blieb Poli bis 1985 fast durchgängig in der Divizia A – abgesehen von den Spieljahren 1972/73 und 1981/82 –, kam aber nie über den 8. Platz hinaus. Zumeist kämpfte die Mannschaft bis zum letzten Spieltag um den Klassenerhalt.
Nach dem Abstieg 1985 gelang Poli erstmals nicht der sofortige Wiederaufstieg. Zunächst scheiterte die Mannschaft als Zweiter knapp, fiel aber in der Saison 1988/89 ins Mittelfeld der Divizia B zurück. Nach einem 2. Platz 1993/94 gelang 1995 erneut der Aufstieg. Obwohl die Mannschaft nur den 3. Platz in der Serie I der Divizia B belegt hatte, nahm Poli dennoch an der Relegation gegen Corvinul Hunedoara teil, da der Zweitplatzierte Dacia Unirea Brăila nicht zur Relegation zugelassen wurde, da er versucht hatte, das Spiel gegen Poli zu kaufen. Die Mannschaft stieg aber 1996 nach nur einem Jahr wieder ab.
Nach dem Abstieg ging es mit Poli weiter abwärts. Diese Entwicklung erreichte im Jahr 2001 ihren Höhepunkt, als der Verein, der sich mittlerweile Fotbal Club Municipal Politehnica Iași nannte, mit nur 9 Punkten erstmals in die drittklassige Divizia C abstieg. Um einem Punkteabzug zu entgehen, fusionierte Poli anschließend mit dem Lokalrivalen Unirea 2000 Iași und nannte sich fortan Clubul Sportiv Poli Unirea Iași. Es folgte ein steiler Aufstieg. Nach der sofortigen Rückkehr in die Divizia B gelang 2004 auch der Aufstieg in die Divizia A. Im selben Jahr änderte der Verein seinen Namen erneut in FC Politehnica Iași.
Anfang Juli 2009 wurde Petre Grigoraș, der bisherige Trainer von Oțelul Galați, als neuer Chefcoach verpflichtet. Dieser musste Mitte April 2010 aus gesundheitlichen Gründen zurücktreten und wurde von Dumitru Dumitriu ersetzt. Unter Dumitriu gelang Politehnica kein einziger Sieg in den letzten sieben Erstligaspielen mehr, so dass nach der Saison 2009/10 der Abstieg in die Liga II feststand. Anschließend musste der mit drei Millionen Euro verschuldete Klub Insolvenz anmelden und wurde im Juli 2010 aufgelöst, so dass die sportlich abgestiegene zweite Mannschaft von Dinamo Bukarest in der Liga II verbleiben durften.
Die Traditionsbezeichnung Politehnica trug danach ein im August 2010 unter dem Namen ACSMU Politehnica Iași gegründeter Verein im Namen, der aus der Fusion des Zweitligisten Tricolorul Breaza und des Fünftligisten Navobi Iași entstand und 2010/11 in der Liga II an Stelle des ebenfalls aus finanziellen Gründen vom Ligabetrieb ausgeschlossenen FC Baia Mare antrat. Anfang Juli 2011 benannte sich dieser Verein in Anlehnung an die erfolgreichste Mannschaft der Stadtgeschichte in CSMS Iași (Clubul Sportiv Municipal Studențesc Iași) um. Als neuer Trainer wurde Marius Baciu verpflichtet, der aber nach nur zwei Meisterschaftsspielen und einem Pokalspiel seinen Vertrag auflöste und am 30. August 2011 durch Ionuț Popa abgelöst wurde.

## Bekannte Spieler
- Cristian Brăneț
- Adrian Cristea
- Augustin Deleanu
- Vasile Iordache
- Daniel Pancu
- Adrian Popescu
- Mihai Romilă
- Laurențiu Roșu
- Bogdan Stelea

## Ehemalige Trainer
- Ioan Câmpeanu (2000)
- Vasile Simionaș (2002, 2003, 2004)
- Ionuț Popa (28. September 2004 bis 31. Oktober 2008)
- Petre Grigoraș (Juli 2009 bis April 2010)
- Dumitru Dumitriu (April 2010 bis Mai 2010)